# Alfons Gerz
Alfons Gerz (Düsseldorf, 16 de maio de 1913 — 1995) foi um jornalista alemão.
Fundou em setembro de 1945 a agência de notícias desportivas Sport-Informations-Dienst (SID) e como editor-chefe foi responsável durante muitos anos pelo seu conteúdo. Posteriormente, foi gerente e proprietário da empresa.
Foi membro do Conselho Consultivo da Federação Alemã de Desporto (DSB) e professor honorário na Universidade de Desporto Alemã em Colônia.

## Condecorações
- Grã-Cruz da Ordem de Mérito da Alemanha (1979)